# Rien Poortvliet

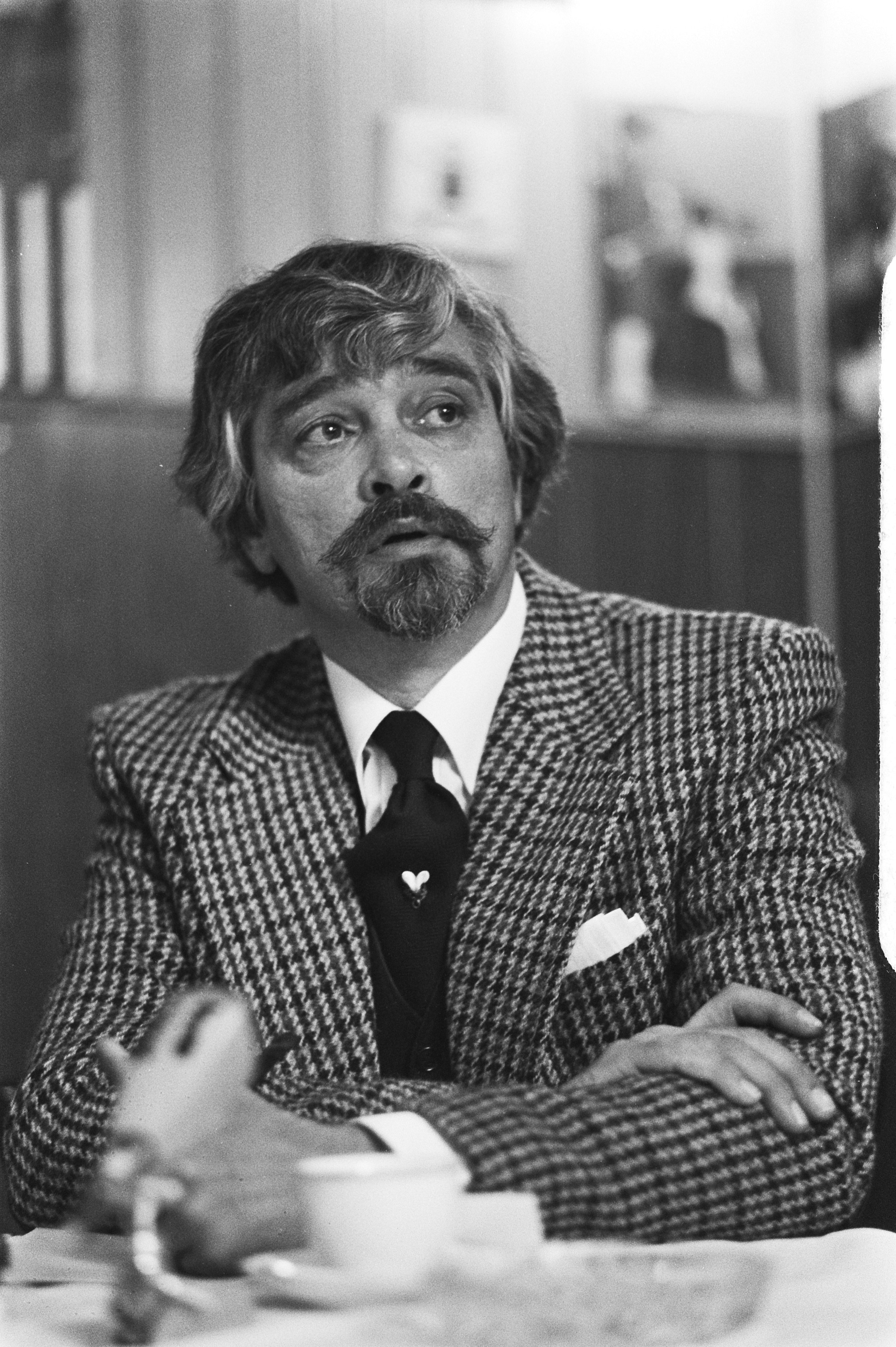
Rien Poortvliet, 1978

Marinus Harm „Rien“ Poortvliet (* 7. August 1932 in Schiedam; † 15. September 1995 in Soest, Provinz Utrecht) war ein niederländischer Maler und Zeichner. Er gilt als einer der weltweit besten Maler von Tieren und Jagdszenen und war der berühmteste Maler der Niederlande in den letzten Jahrzehnten des 20. Jahrhunderts. Seine Themen waren neben Jagdszenen auch Landschaften und Haustiere sowie Alltagssituationen und religiöse Themen.
Rien Poortvliet war der Sohn von Zacharias Poortvliet und der älteste von vier Brüdern. Sein Vater war Stuckateur und später Büroangestellter.
Sein Zeichentalent zeigte sich bereits in jungen Jahren. Seine streng gläubigen protestantischen Eltern wollten jedoch nicht, dass er zu einer Kunstakademie ging, und so fing er nach der Schule zunächst bei einer Werbeagentur an.
Poortvliet begann dann, einige Bücher zu illustrieren und später selbst welche zu verfassen, die von seinen Zeichnungen dominiert wurden, denen er kurze Beschreibungen und Anekdoten zufügte. Internationale Bekanntheit erlangte er 1976 zusammen mit dem Koautor Wil Huygen mit dem Buch Leven en werken van de Kabouter (1978 auf Deutsch unter dem Titel Das große Buch der Heinzelmännchen). Darauf basierend wurde die Zeichentrickserie David, der Kabauter entwickelt.
Rien Poortvliet war mit Corrie Bouman verheiratet, sie hatten zwei Söhne.

## Werke
- Auf der Jagd (Jachttekeningen, 1972)
- Und jeder Fuchs hat seinen Bau (...de Vossen hebben holen, 1973)
- Er war einer von uns – das Leben des Jesus von Nazareth (Hij was een van ons – het leven van Jezus, 1974)
- Auf dem Lande Von bäuerlicher Arbeit, frohen Stunden und alten Sitten (Te Hooi en te gras, 1975)
- Das große Buch der Heinzelmännchen (Leven en werken van de Kabouter, 1976, zusammen mit Wil Huygen)
- Pferde (Het brieschend paard, 1978)
- Von Augenblick zu Augenblick. Dies und das aus meinem Leben (Van de hak op de tak, 1980, autobiografisch)
- Das geheime Buch der Heinzelmännchen. Neues vom Zwergenvolk und seiner Botschaft an die Menschheit (De oproep der Kabouters, 1981, zusammen mit Wil Huygen)
- Drei winzig kleine Heinzelmännchenbücher (1981)
- Meine Arche Noah (De ark van Noach of Ere wie ere toekomt, 1985)
- Auf den Spuren meiner Väter (Langs het tuinpad van mijn vaderen, 1987)
- Das Buch vom Sandmann und das ABC vom Schlaf (Het boek van Klaas Vaak en het ABC van de slaap, 1988, zusammen mit Wil Huygen)
- Das Erbe (De tresoor van Jacob Jansz. Poortvliet, 1991) ISBN 978-3-490-44111-9
- Mein Hundebuch (Braaf, 1992)
- Rückwechsel. Von Jägern, Wild und unserer Geschichte (Aanloop. Over de jacht op wild door de eeuwen heen, 1993)
- Heinzelmännchens Ferienbuch (De kabouter die niet met vakantie wil, 1995 / first published in Holland J.H. Kok B.V. / Copyright für deutsche Ausgabe (ebenfalls 1995) Lentz Verlag. (2. Auflage))
- Das Wichtel-Uhren Buch (Kok-Kampen / Rien Poortvliet) (1995 Schwager & Steinlein GmbH Verlag, Fürth / 2. Auflage 1996)